# Kettenschmied

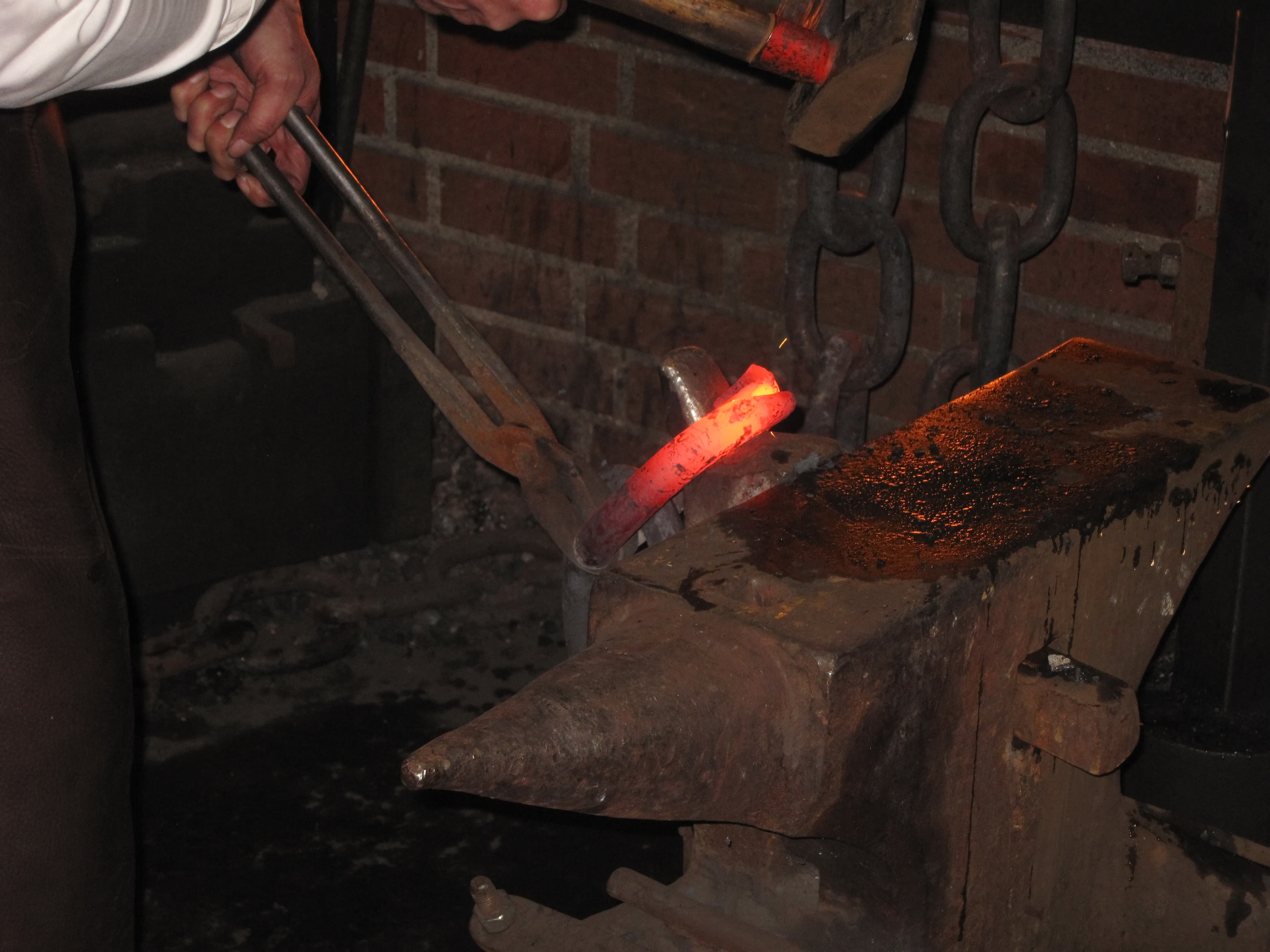
Schmieden eines Kettengliedes im Kettenschmiedemuseum Fröndenberg

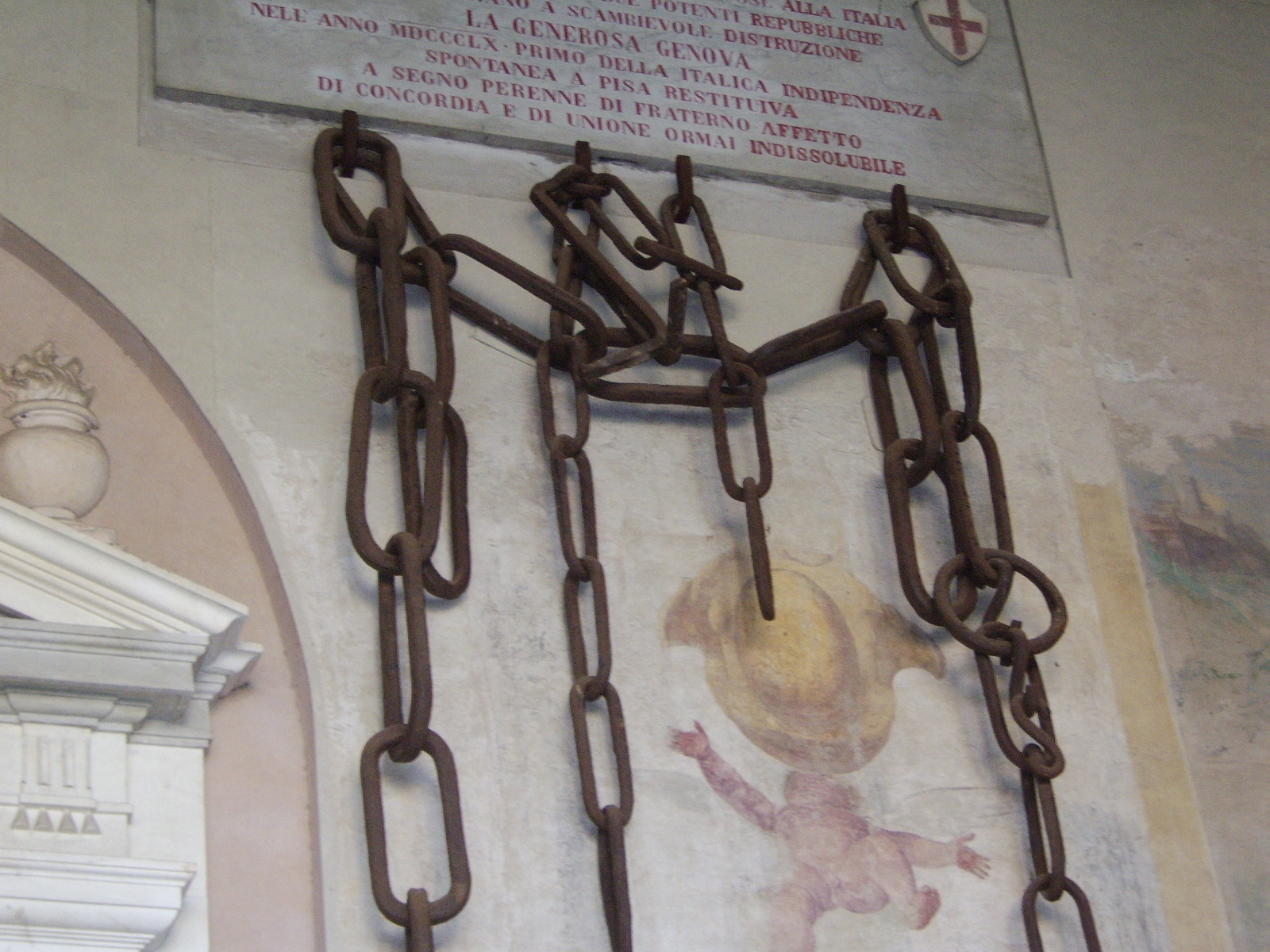
Handgeschmiedete Ketten

Ein Kettenschmied war bis zum Beginn des zwanzigsten Jahrhunderts ein Sonderberuf des Schmiedehandwerks.

## Tätigkeit und Spezialisierung
Kettenschmiede waren spezialisiert auf die Herstellung verschiedener Arten von Gliederketten aus Eisen, welche für Brunnen- und Ankerwinden, für Zugbrücken, für Schiffs- und Ankerketten, für Wagen- und Zuggeschirr, zum Sperren von Straßen und Flüssen und zum Festlegen Gefangener bestimmt waren. Zur Herstellung von Ketten werden Rundeisenstäbe im 1200 °C heißen Schmiedefeuer erwärmt. Anschließend werden diese auf dem Rundhorn des Ambosses zu einem Ring geschmiedet, um dann in einem schon fertigen Glied feuergeschweißt zu werden. Kleine Kettenringe werden auf dem Ambosshörnchen, einem Einsteckwerkzeug, rund gebogen.   
Um die Ketten zu glätten, wurden sie in sogenannten Rollfässern gedreht, so dass sie durch das Aneinanderschlagen blank wurden. Teilweise wurden bei diesem Arbeitsschritt fettige Lederstücke oder Talg zugegeben, um zumindest einen beschränkten Rostschutz zu erwirken. Ankerketten wurden zu diesem Zweck auch in heißem Teer oder Pech getaucht. Die ältesten so überlieferten handwerklichen Herstellungsverfahren sind über 6000 Jahre alt, die ältesten gefundenen und im Feuer verschweißten Ketten über 2800 Jahre (Ankerketten aus Dur Šarrukin im heutigen Irak).

## Das Ende des Berufs
Mitte des 19. Jahrhunderts wurden die bis zu diesem Zeitpunkt in Heimarbeit gefertigten Ketten vermehrt in Fabriken gefertigt, wo auch zu Anfang durch Dampfmaschinen angetriebene Schlaghämmer zum Einsatz kamen, deren Effizienz die handwerkliche Herstellung von Ketten in Bedrängnis brachte. In den folgenden Jahren wurde die Herstellung immer mehr mechanisiert und der traditionelle Beruf des Kettenschmieds verschwand. Heute werden Ketten rein industriell gefertigt.